# プルクリ・スタジオ

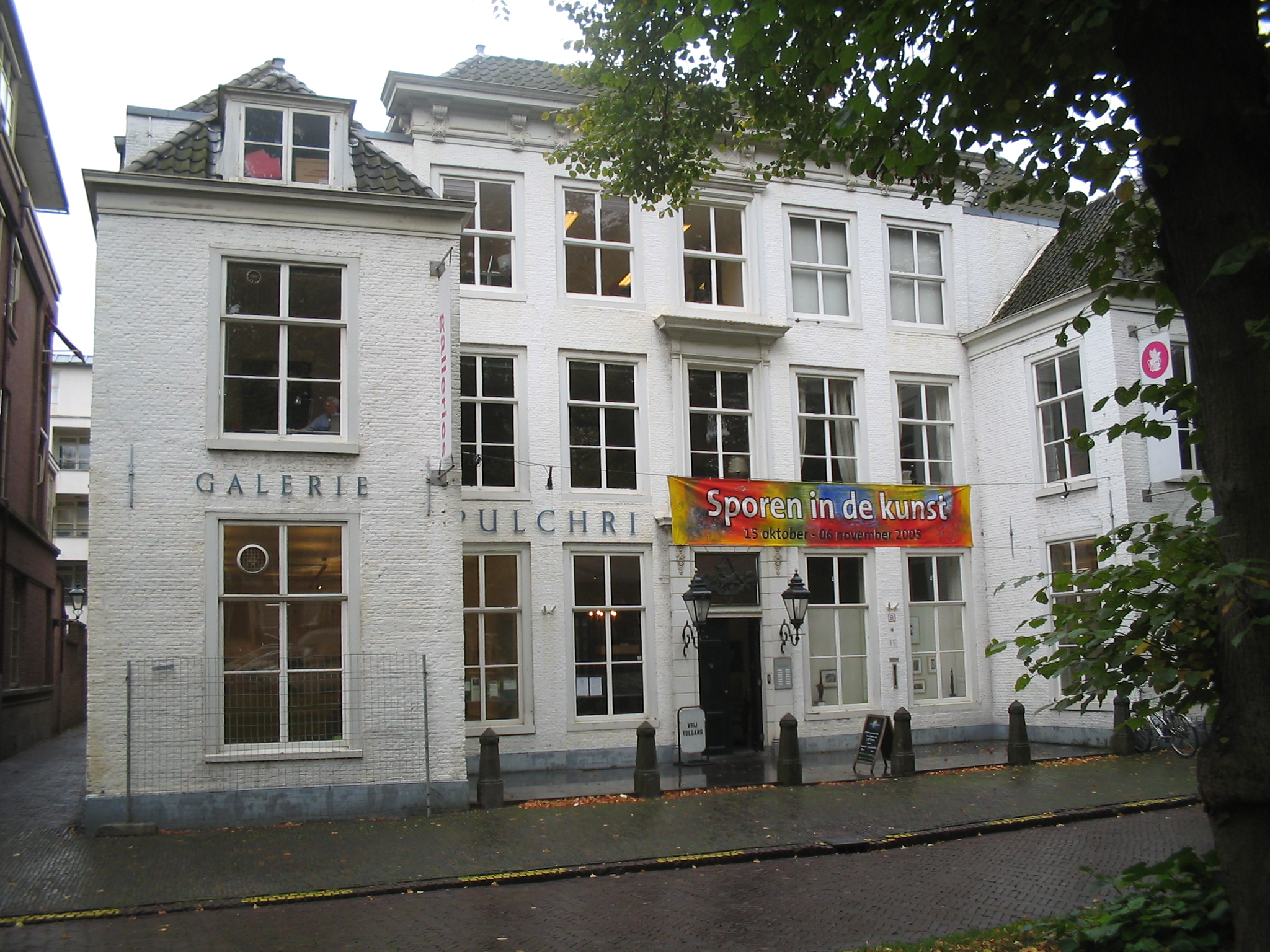
現在のプルクリ・スタジオ

プルクリ・スタジオ（ラテン語: Pulchri Studio）は、1847年、オランダ・ハーグに設立された美術協会である。
当時のハーグには、絵画の教育・訓練の場がなく、若い画家たちの不満があったことが設立の背景であった。設立の中心となったのは、ランベルトゥス・ハルデンベルグ、ウィレム・ルーロフス、バルトロメウス・ファン・ホーフェ、ヤン・ヘンドリック・ヴァイセンブルフといったハーグ派の画家たちであった。ファン・ホーフェが初代会長となり、間もなく ヨハネス・ボスボーム らも加入した。オランダ国王ウィレム2世の支援も受けた。
その後会員は増加し、1889年から会長を務め指導力を発揮したヘンドリック・ウィレム・メスダフの下、1901年、フォールハウト通りの新しい建物に移転した。
現在も美術展を開催するなど活動を続けている。

## 19世紀の主要メンバーと作品

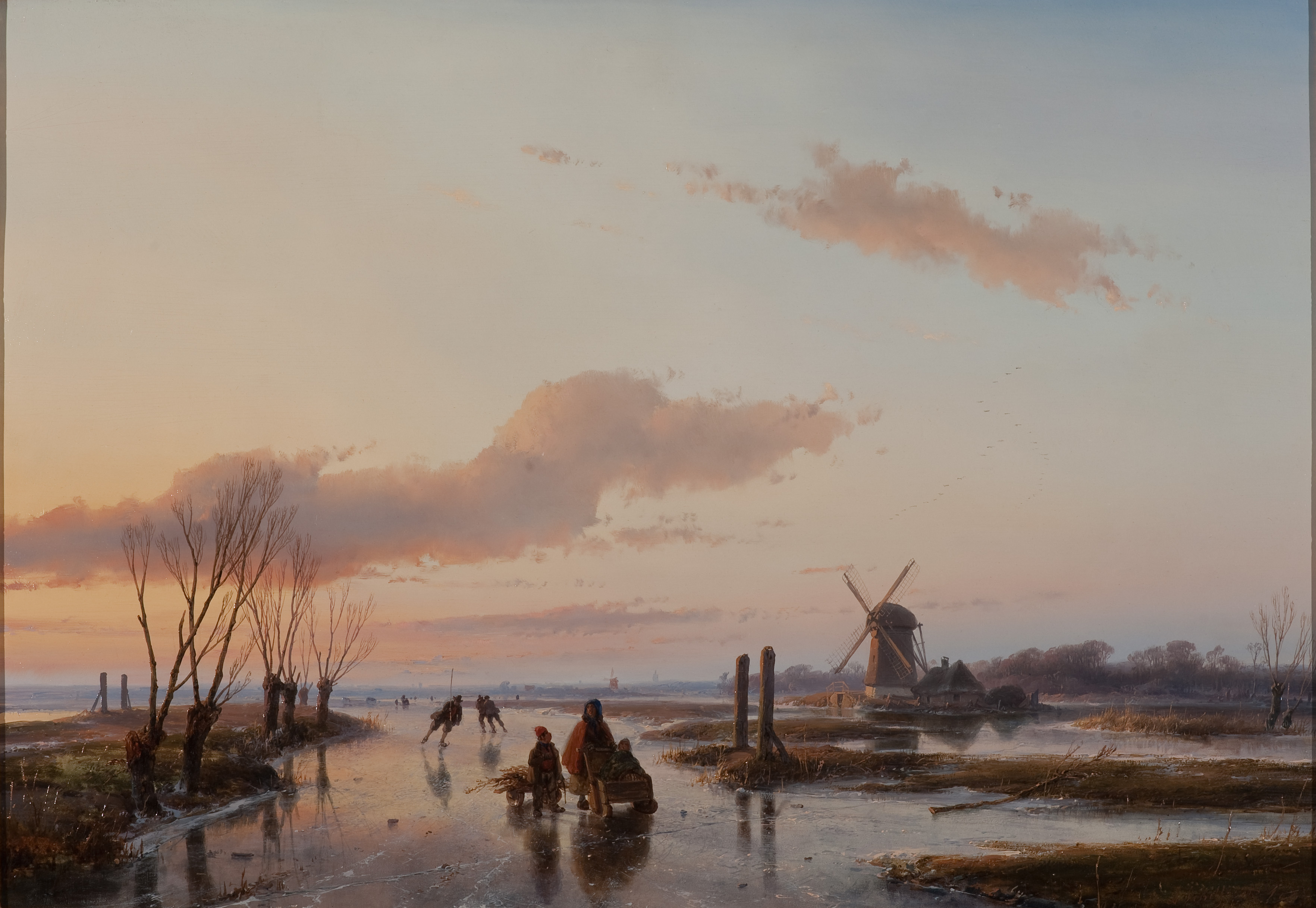
アンドレアス・スヘルフハウト (1787–1870)
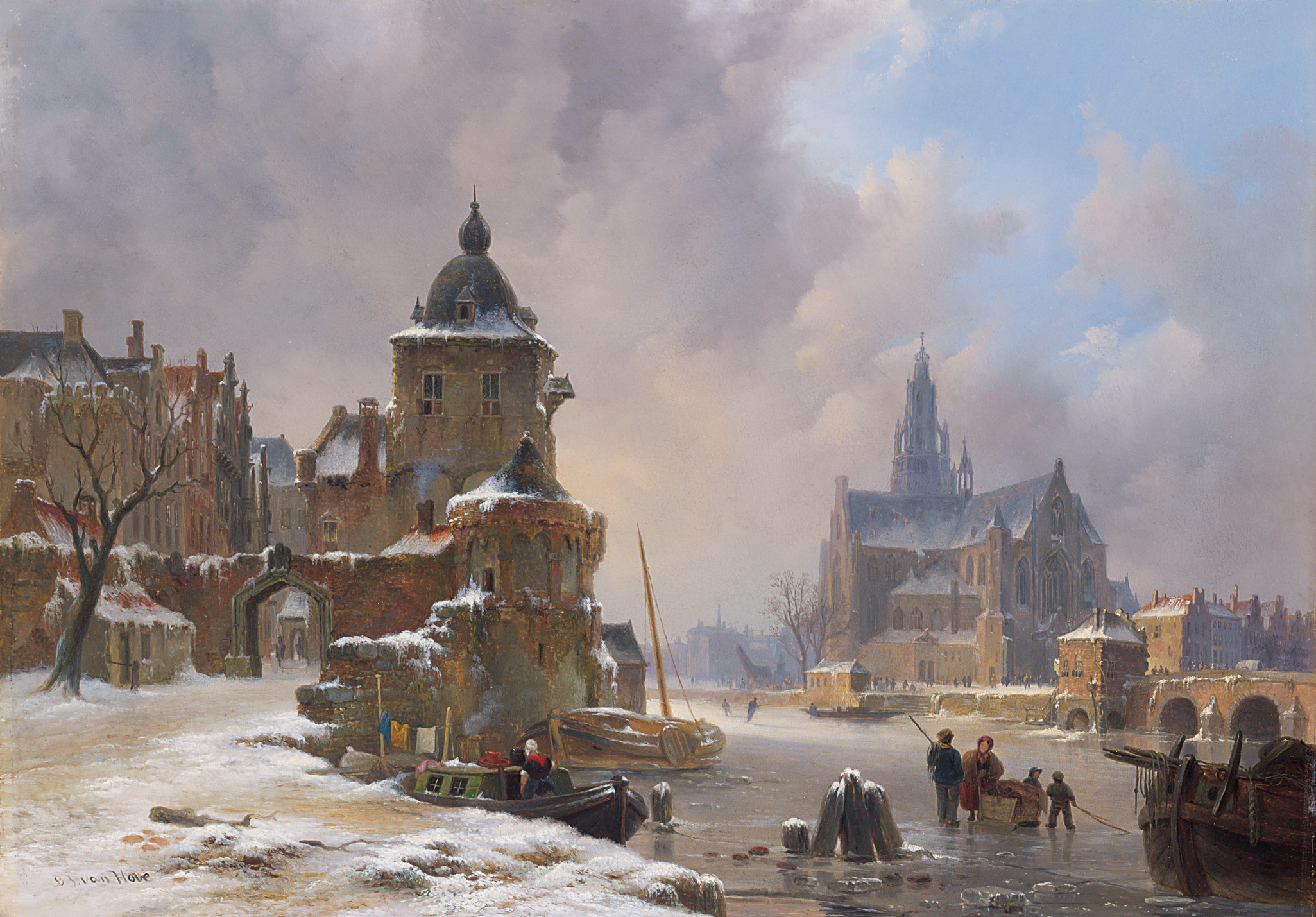
バルトロメウス・ファン・ホーフェ (1790-1880)
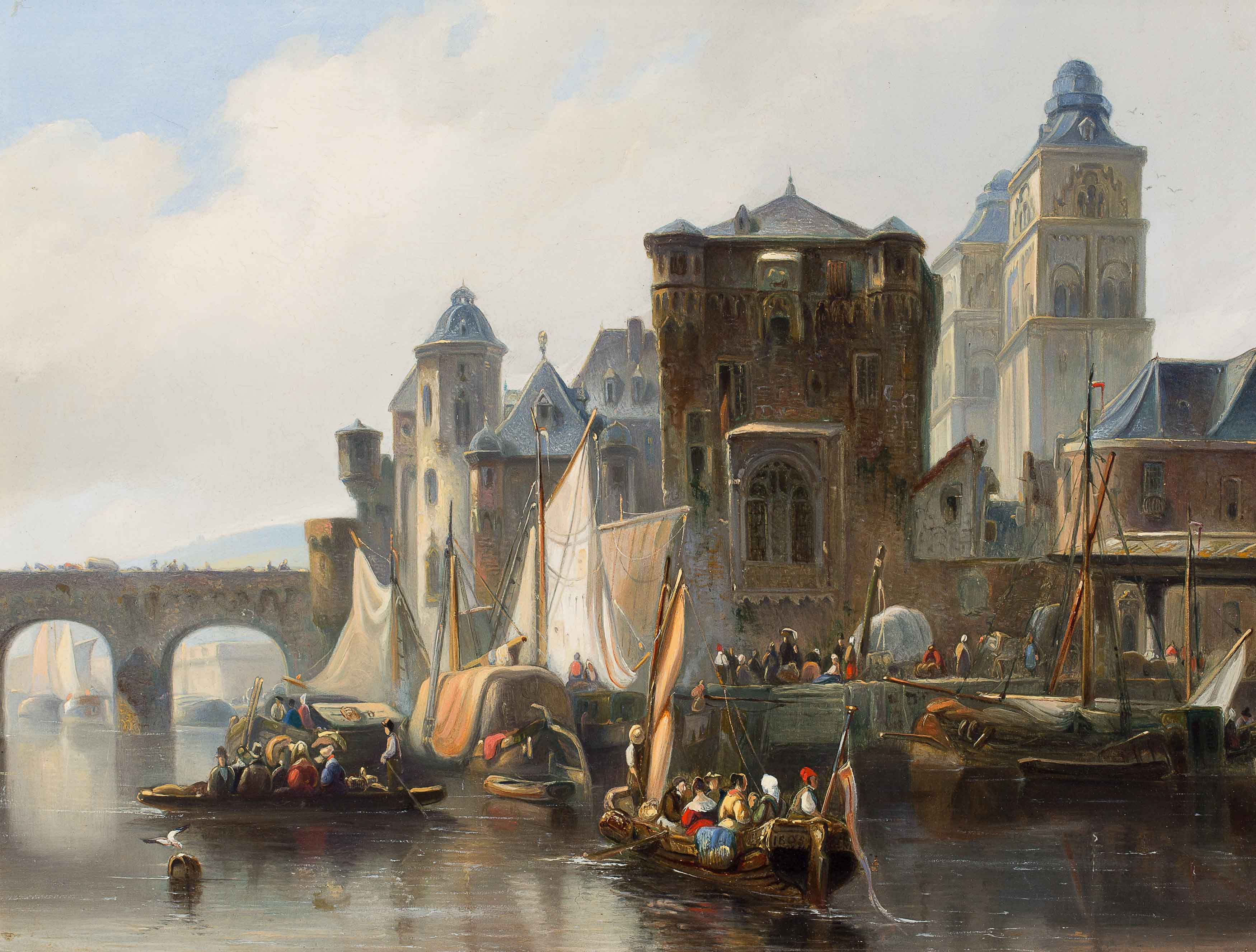
ヨハネス・ボスボーム (1817–1891)
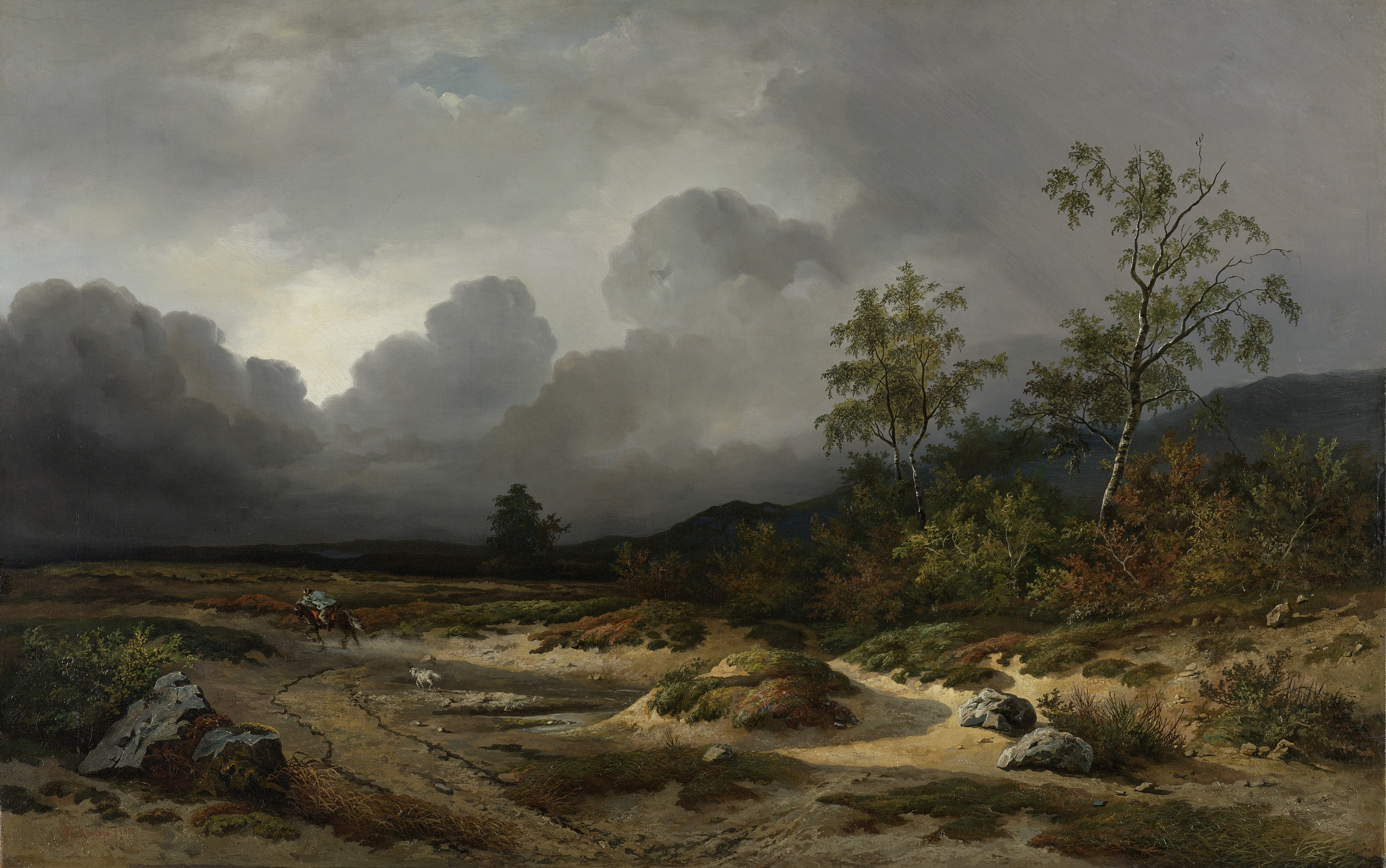
ウィレム・ルーロフス (1822–1897)
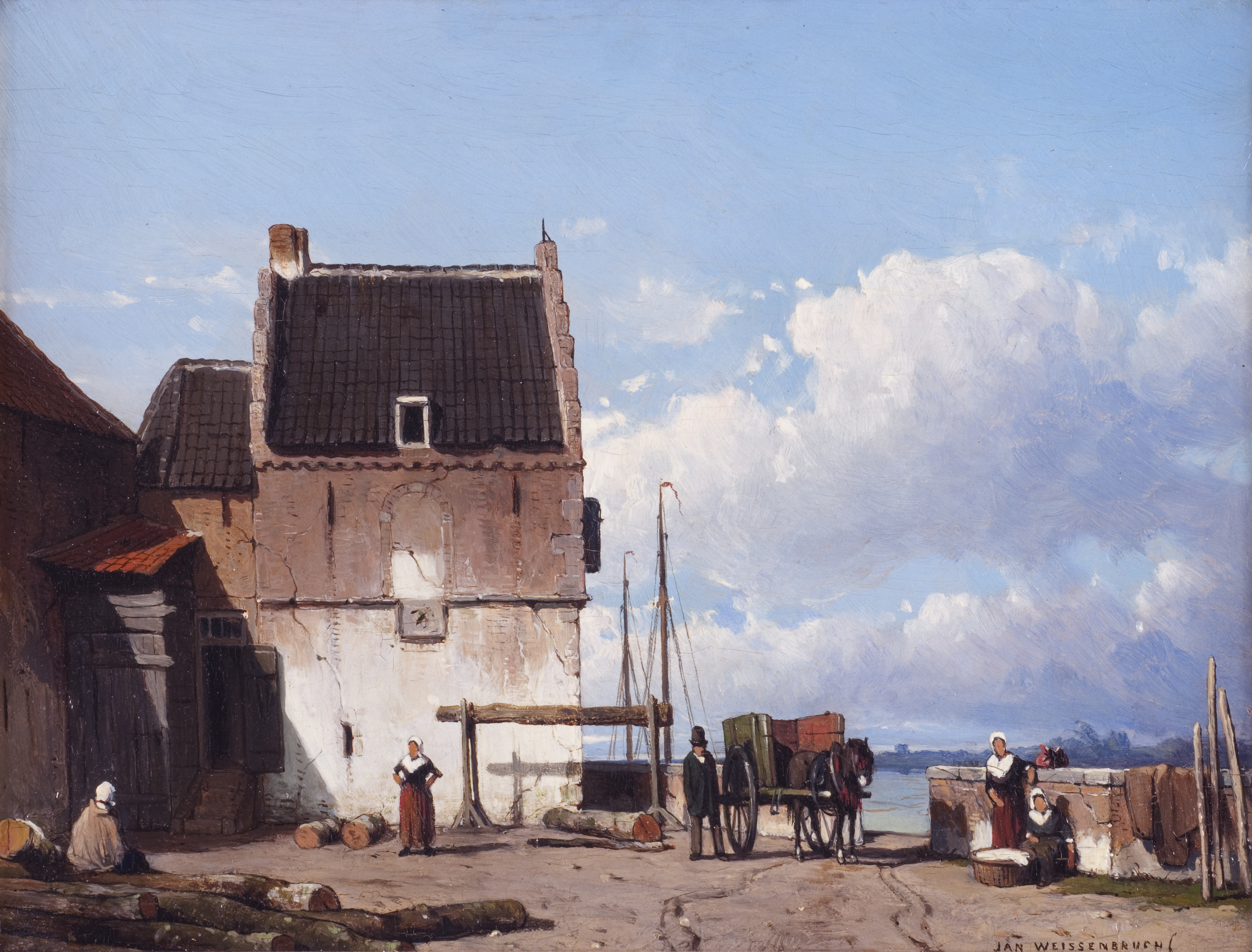
ヤン・ヴァイセンブルフ (1822–1880)
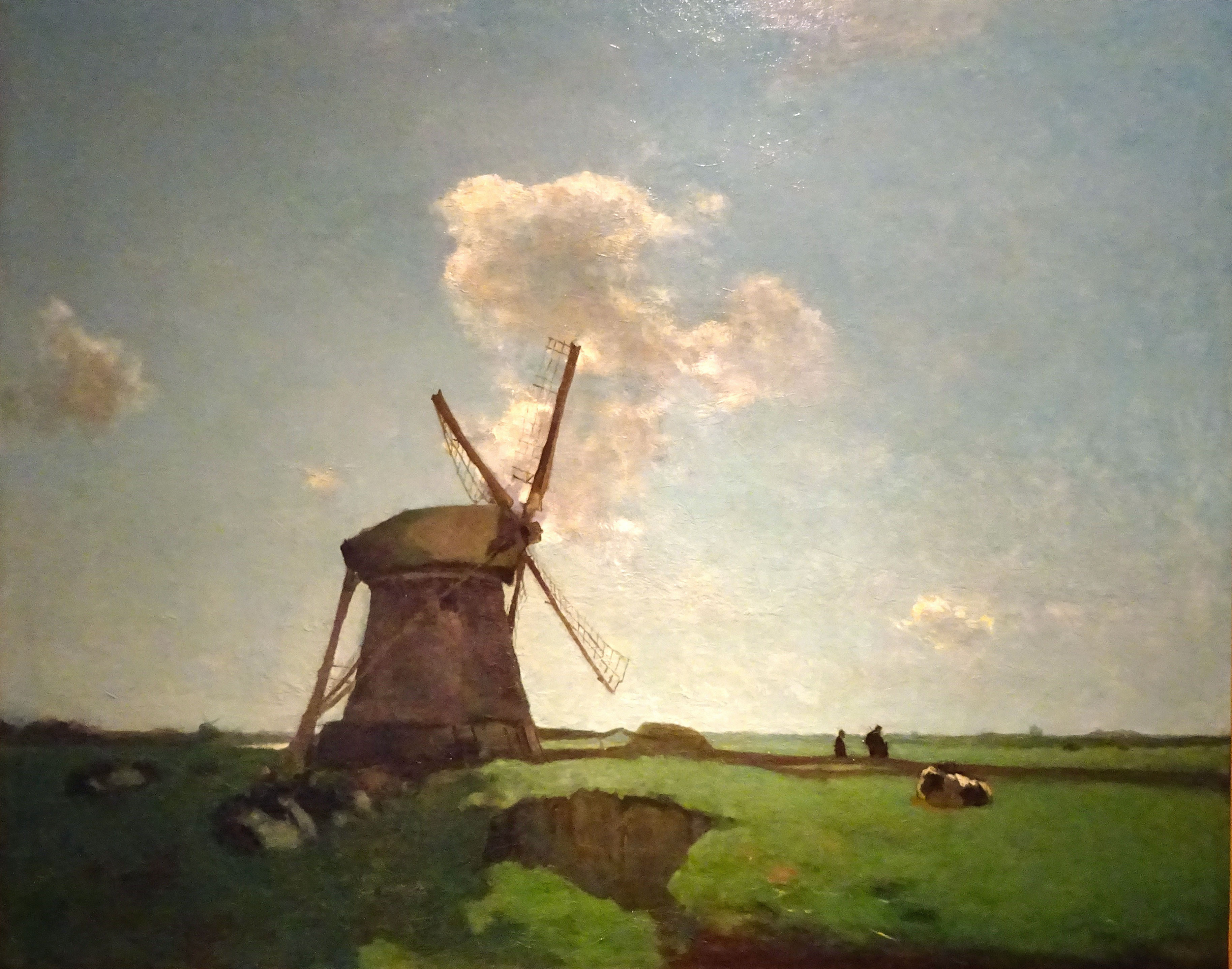
ヤン・ヘンドリック・ヴァイセンブルフ (1824–1903)
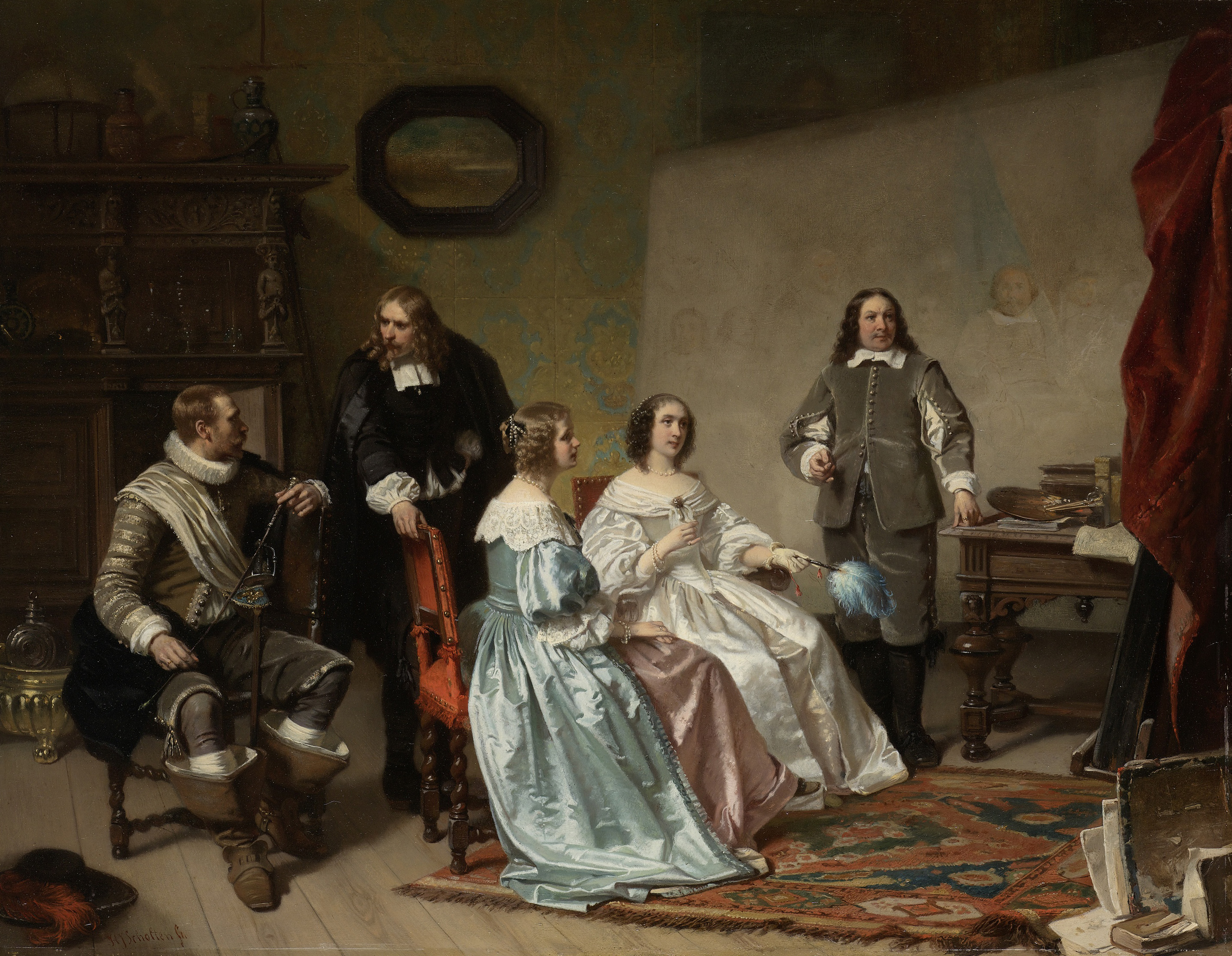
ヘンドリク・ヤコブス・ショルテン (1824–1907)
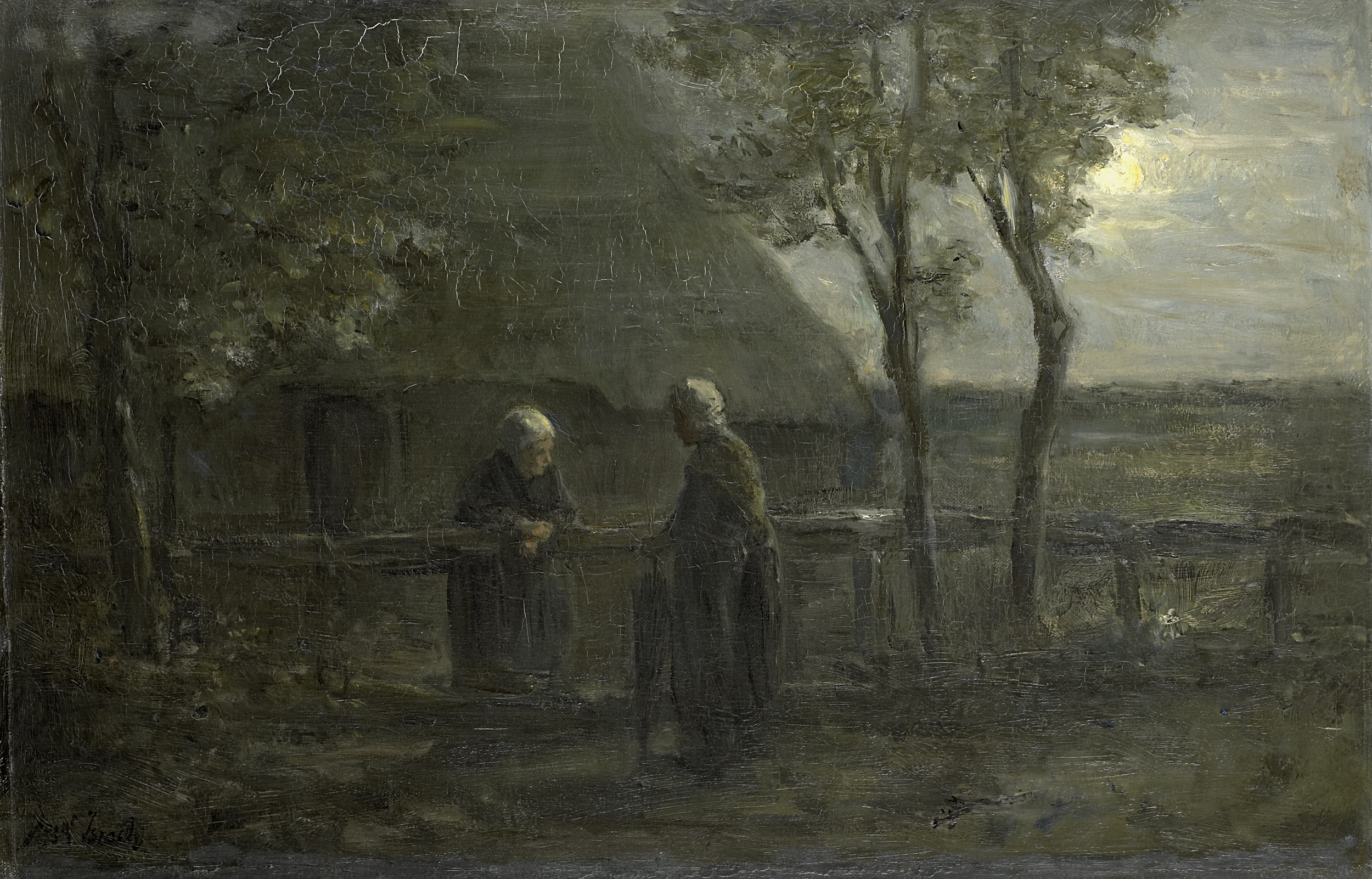
ヨゼフ・イスラエルス (1824–1911)
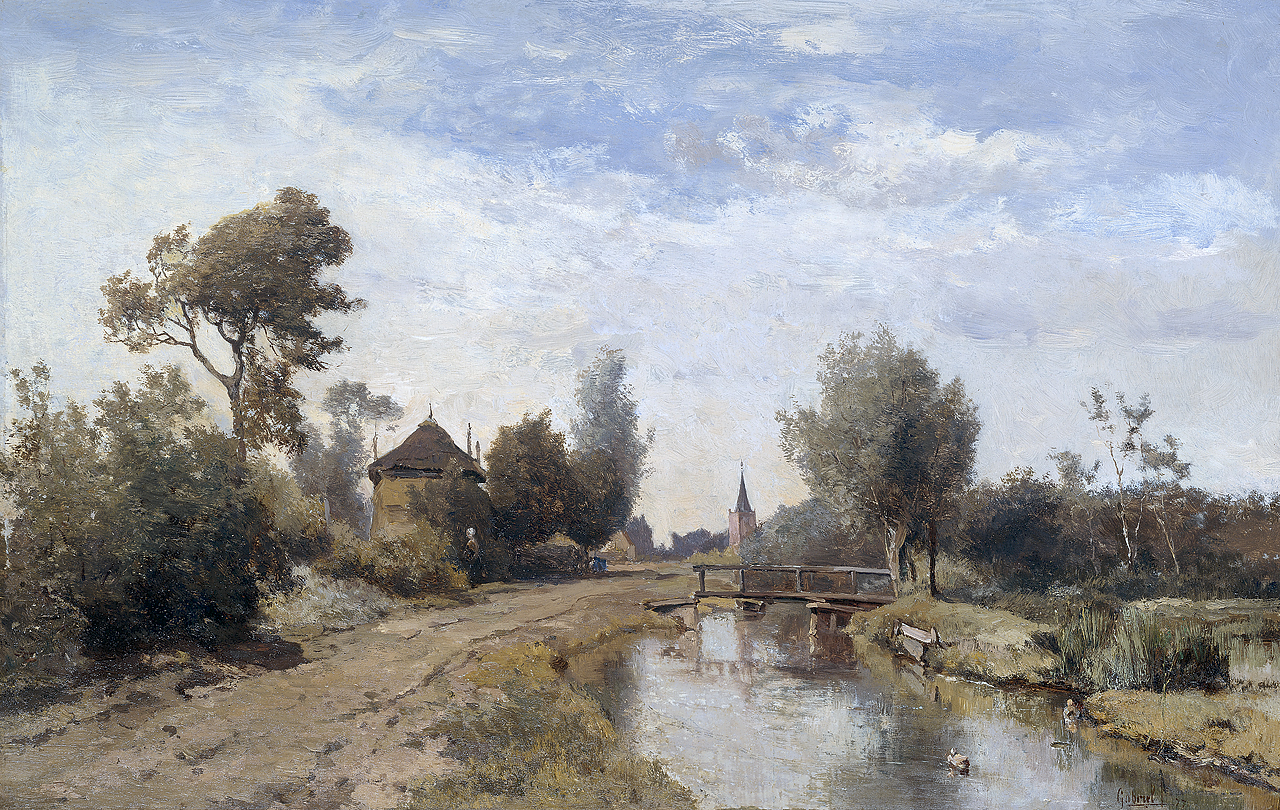
パウル・ハブリエル (1828–1903)
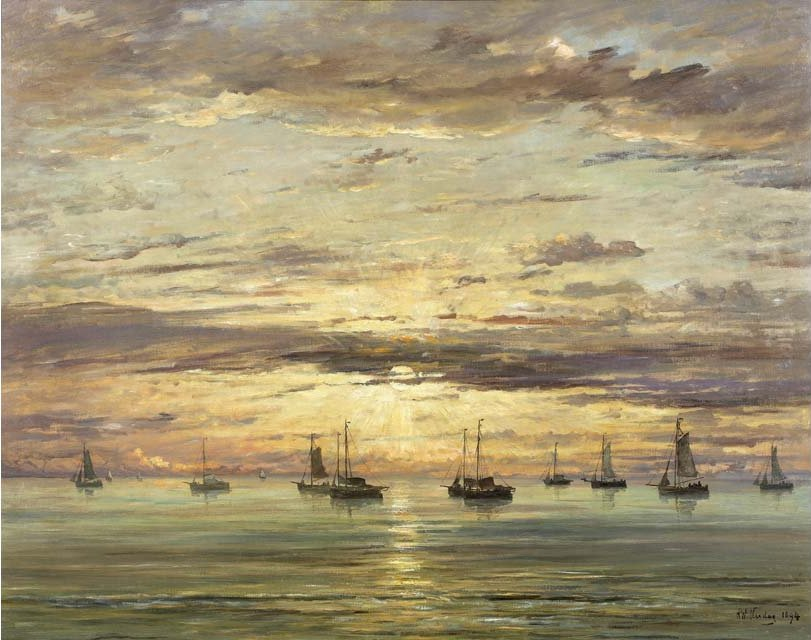
ヘンドリック・ウィレム・メスダフ (1831–1915)
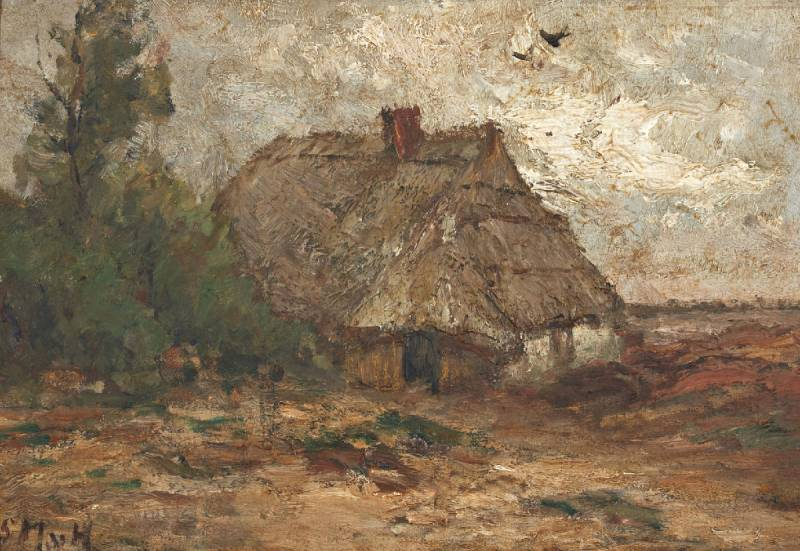
シーナ・メスダフ (1834–1909)
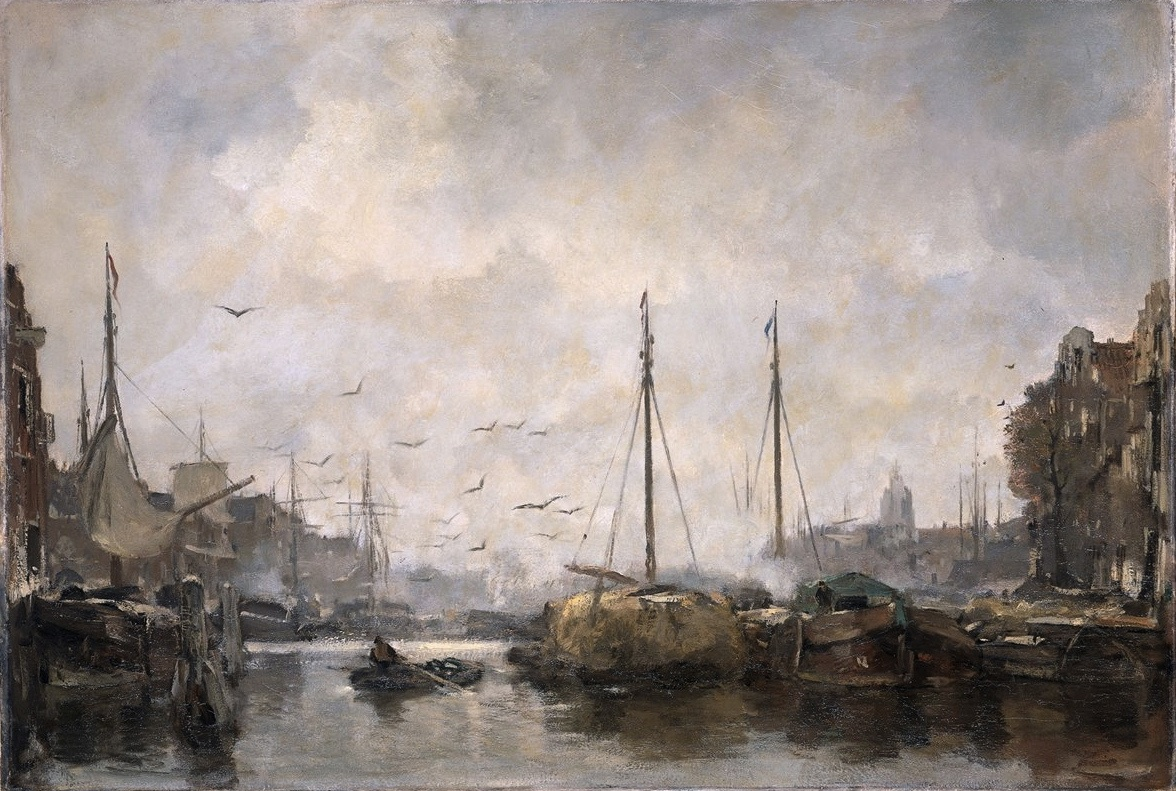
ヤコブ・マリス (1837–1899)
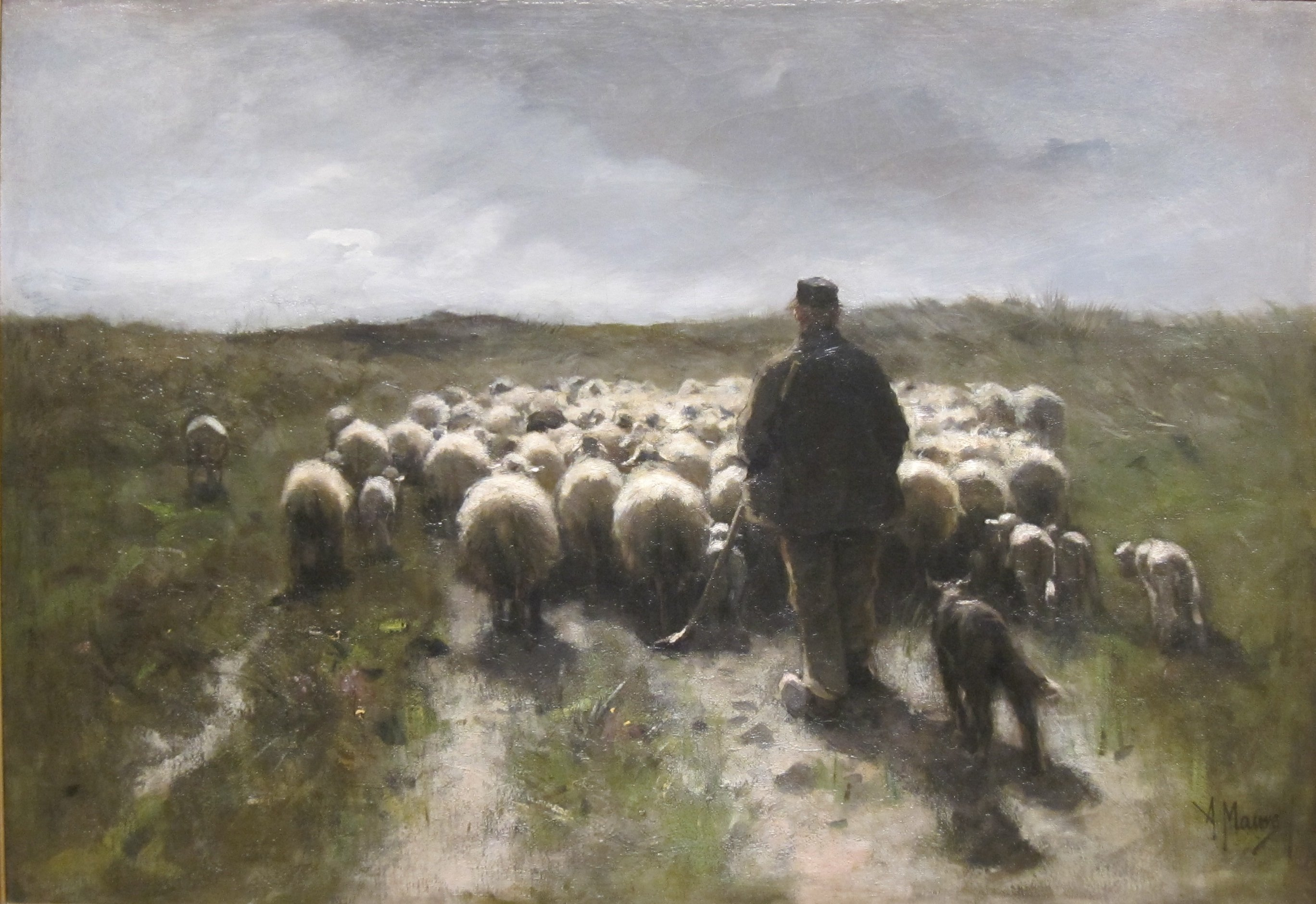
アントン・モーヴ (1838–1888)
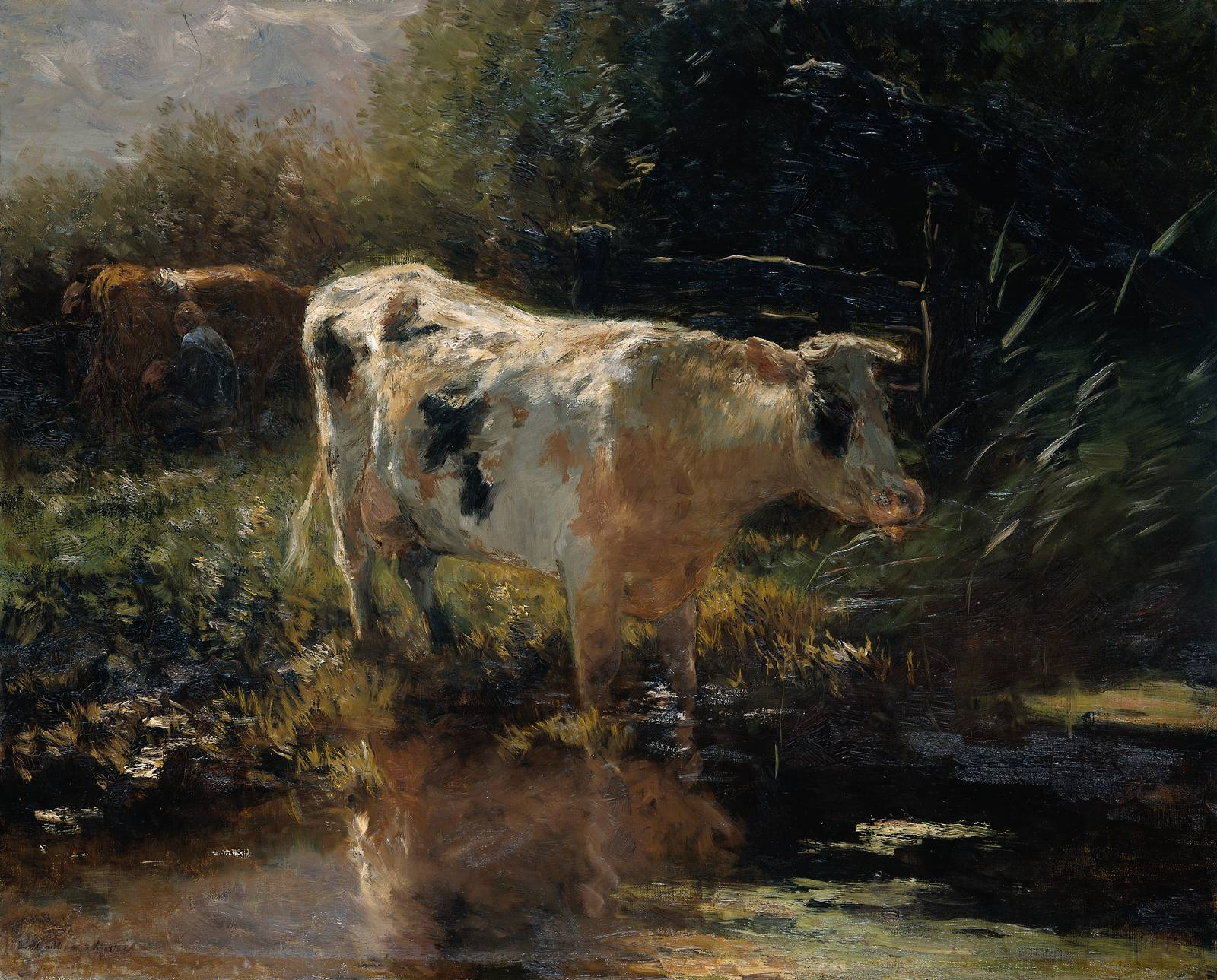
ウィレム・マリス (1844–1910)
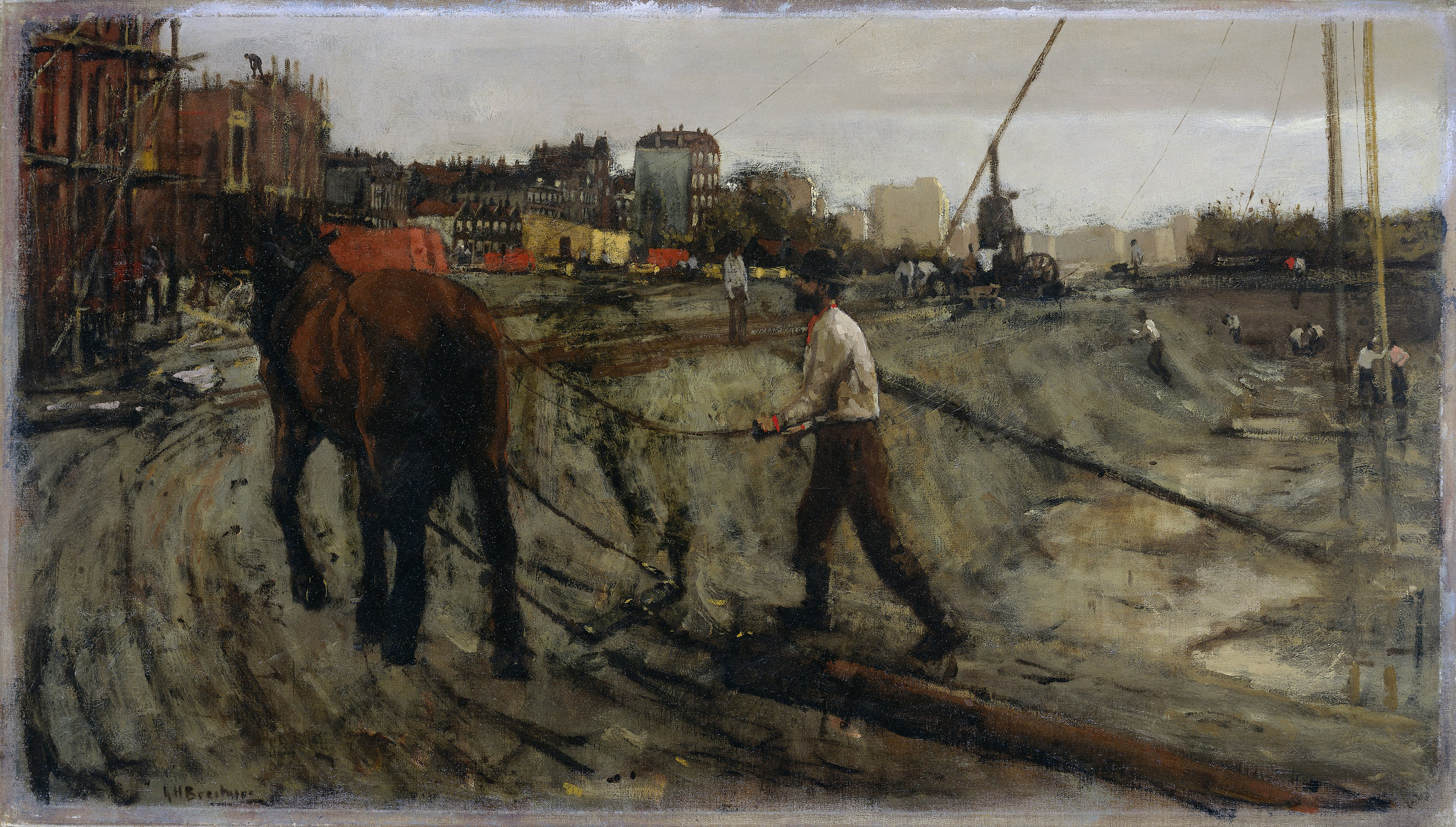
ヘオルヘ・ヘンドリック・ブレイトネル (1857–1923)